# Baie de Rupert
La baie de Rupert est une baie située au sud-est de la baie James, au Québec, au Canada. Le village de Waskaganish est situé sur l'une de ses côtes.

## Géographie
Cette baie a une largeur de 16 km et une longueur de 32 km. Elle est la plus grande appendice de la baie James. S'y déverse les rivières Rupert, Nottaway et Broadback. Ce territoire est surtout compris dans la municipalité d'Eeyou Istchee Baie-James. Ce secteur démontrerait un certain potentiel pour la croissance d'une population de caribous forestiers et montagnards, présentement en déclin.